# Планета динозаврів
«Планета динозаврів» (англ. Planet Raptor) — фантастичний телефільм 2007 р. режисера Гарі Джонса. Сиквел телефільму 2004 р. Острів динозаврів. Стівен Бавер повернувся в цьому продовженні, проте грає іншу роль. Повністю знятий у Румунії. Прем'єра фільму в США відбулася 25 січня 2009 р., але він раніше вийшов на DVD в Бразилії і Японії.

## Сюжет
2066-й рік. Динозаври насправді не вимерли, а продовжують розмножуватися в усіх куточках Всесвіту. Скоро зовсім не залишиться місця, де люди могли б спокійно жити. Єдина надія людства — це група солдатів.

## У ролях
| Актор            | Роль                        |
| ---------------- | --------------------------- |
| Стівен Бауер     | капітан Мейс Картер         |
| Ванесса Енджел   | доктор Анна Роджерс         |
| Тед Реймі        | доктор Тайгон               |
| Мусетта Вандер   | сержант Жаклін «Джек» Мур   |
| Пітер Джейсон    | сержант Пеппі Матіс         |
| Шербан Челя      | командер Бейквелл           |
| Флоріан Гімпу    | сержант Крігер              |
| Джордж Реміс     | Лукас                       |
| Барт Сідлс       | Романов, головний науковець |
| Крістофер Троксл | Волков                      |